# Tony Meehan
Daniel Joseph Anthony "Tony" Meehan (2 de Março de 1943 – 28 de Novembro de 2005) foi o baterista original da banda britânica The Shadows, junto com Jet Harris, Hank Marvin e Bruce Welch.

## Biografia
Tony Meehan nasceu no New End Hospital, em New End, Hampstead, Inglaterra. Ele tinha 10 anos quando começou a se interessar em tocar bateria. Aos 13, ele teve sua primeira participação em uma banda, tocando em um salão em Willesden, Londres. Ele também tocou tímpano com a London Youth Orchestra. Quando tinha 15 anos, Meehan pensava em ser um advogado, mas foi lhe oferecido um trabalho que lhe pagava £25 por semana, em uma turnê. Foi lhe dado férias de seis meses. A turnê nunca rendeu nada, mas ele não voltou à escola. Diferentemente dos outros membros dos Shadows, ele nunca teve pouco trabalho, tocando num cabaré em Churchill's e Stork Club. Ele também tocou com Jet Harris na banda The Vipers.
Meehan deixou os Shadows em Outubro de 1961, para trabalhar como produtor e baterista de estúdio para Joe Meek (John Leyton, Michael Cox: "Young Only Once", Andy Cavell), e no começo de 1962 para a Decca Records. Ele se juntou novamente com Harris (que também tinha deixado os Shadows e foi para a Decca) e como dupla, tiveram sucesso com "Diamonds", que também incluía Jimmy Page no violão. "Diamonds" alcançou o primeiro lugar nas paradas de sucesso do Reino Unido. Harris and Meehan tiveram juntos dois singles posteriores - "Scarlett O'Hara" e "Applejack".
Meehan tocou brevemente com os Shadows alguns anos depois, quando Brian Bennett estava internado em um hospital. John Rostill foi internado em um hospital no mesmo ano, fazendo com que os Shadows tocassem ao vivo com Brian Locking no baixo e Meehan na bateria.
Meehan deixou a música nos anos 90, para seguir carreira como psicologista. Ele trabalhou em um colégio local, lecionando psicologia até sua morte prematura, em 2005.

## Morte
Em 29 de Novembro de 2005, a BBC News citou que Bruce Welch disse que Meehan tinha morrido no dia anterior, devido a ferimentos na cabeça, seguido de uma queda na escadaria principal em seu flat em Londres. Meehan morreu no St Mary's Hospital South Wharf Road, em Paddington, Inglaterra.